# Manuel Guirao
Manuel Guirao (* 4. Juni 1919 in Rafael Obligado, Provinz Buenos Aires, Argentinien; † 2. Januar 2005 in Buenos Aires) war ein argentinischer römisch-katholischer Geistlicher und Bischof von Santiago del Estero.

## Leben
Er empfing am 5. Dezember 1943 die Priesterweihe.
Papst Johannes Paul II. berief ihn am 31. Oktober 1970 zum Bischof von Orán. Die Bischofsweihe spendete ihm am 8. Dezember desselben Jahres Eduardo Francisco Pironio, Weihbischof im Erzbistum La Plata; Mitkonsekratoren waren Alejo Benedicto Gilligan, Bischof von Nueve de Julio, und Antonio Quarracino, Bischof von Avellaneda.
Am 20. Januar 1981 berief Papst Johannes Paul II. ihn zum Bischof von Santiago del Estero. Die Amtseinführung fand am 20. März desselben Jahres statt. Er eröffnete 1983 das interdiözesane Priesterseminar Santiago el Mayor in Santiago del Estero, das von mehreren Bistümern gemeinsam betrieben wurde.
Seinem aus Altersgründen vorgebrachten Rücktrittsgesuch wurde am 23. November 1994 stattgegeben. Obwohl bereits im Ruhestand, wurde er 1999 zum Apostolischen Administrator des Bistums Chascomús berufen und übte dieses Amt bis zur Ernennung von Carlos Humberto Malfa im Jahr 2000 aus.